# نادي لوسيتانوس
نادي لوسيتانوس لكرة القدم (Futbol Club Lusitanos Andorra) هو نادي كرة قدم أندوري تأسس سنة 1999. يلعب حالياً في الدوري الأندوري الممتاز.